# (300138) 2006 VS58
(300138) 2006 VS58 es un asteroide perteneciente al cinturón de asteroides descubierto el 11 de noviembre de 2006 por el equipo del Spacewatch desde el Observatorio Nacional de Kitt Peak, Arizona, Estados Unidos.

## Designación y nombre
Designado provisionalmente como 2006 VS58.

## Características orbitales
2006 VS58 está situado a una distancia media del Sol de 3,070 ua, pudiendo alejarse hasta 3,271 ua y acercarse hasta 2,869 ua. Su excentricidad es 0,065 y la inclinación orbital 4,745 grados. Emplea 1965,36 días en completar una órbita alrededor del Sol.

## Características físicas
La magnitud absoluta de 2006 VS58 es 16. 